# Joarlem Batista Santos
Joarlem Batista Santos (født 1. maj 1995) er en brasiliansk fodboldspiller, som spiller for den japanske fodboldklub Mito HollyHock.